# 허공에의 질주
《허공에의 질주》(영어: Running on Empty)는 미국에서 제작된 시드니 루멧 감독의 1988년 드라마 영화이다. 크리스틴 라티, 저드 허시, 리버 피닉스 등이 출연하였고, 그리핀 던 등이 제작에 참여하였다.
1989년 제61회 아카데미상에서 리버 피닉스가 남우조연상 후보에, 나오미 포너 질런홀이 각본상 후보에 올랐다. 제46회 골든 글로브상에선 드라마 영화 부문 작품상, 드라마 영화 부문 여우주연상(크리스틴 라티), 영화 부문 남우조연상(리버 피닉스), 영화 부문 감독상 등의 후보에 지명되었으며, 나오미 포너 질런홀이 각본상을 수상하였다.

## 줄거리
반전 운동가 부부 애니와 아서는 1971년 네이팜탄 연구소에 폭탄을 터트렸다가 원래는 그날 연구소에 나오지 않았어야 할 청소부가 눈이 멀고 마비 상태가 된 이래로 지하 조직의 도움을 받으며 계속 이동하면서 새로운 신원을 획득해 살아가고 있다.
사건 당시 두 살이었으며 현재는 10대 후반이 된 아들 해리는 피아노 연주자로서 뛰어난 재능을 보인다. 음악 교사는 해리에게 줄리아드 스쿨 시험을 권유하고, 이전 학적 기록을 찾지 못하자 이를 석연치 않게 여긴다.
본인만의 꿈과 삶에 대한 열망이 강해진 대니는 서로 좋아하는 사이가 된 음악 교사의 딸 로나에게 비밀을 털어놓는다. 애니는 해리를 위해 더는 함께 살아선 안 된다는 걸 깨닫고 노출 위험을 감수하면서 아버지에게 연락해 자신들이 떠난 후 해리가 살 곳을 마련해주려고 하는데...

## 출연
- 리버 피닉스 - 대니 포프 역
- 크리스틴 라티 - 애니 포프 역
- 저드 허시 - 아서 포프 역
- 조너스 에이브리 - 해리 포프 역
- 마사 플림프턴 - 로나 필립스 역
- 에드 크롤리 - 필립스 씨 역
- 스티븐 힐 - 도널드 패터슨 역
- L. M. 킷 카슨 - 거스 와이넌트 역
- 데이비드 마귤리스 - 조나 리프 박사 역
- 린 시그펜 - 엘드리지 세인트의 연락책 역

## 기타 제작진
- 배역: 토드 세일러
- 미술: 필립 로젠버그
- 의상: 애나 힐 존스톤

## 같이 보기
- 제61회 아카데미상
- 제46회 골든 글로브상